# Himascelis similis
Himascelis similis là một loài bọ cánh cứng trong họ Cryptophagidae. Loài này được Nikitsky miêu tả khoa học năm 1996.